# Oggetti smarriti (film 2011)
Oggetti smarriti è un film del 2011 diretto da Giorgio Molteni, con Roberto Farnesi, Chiara Gensini, Giorgia Würth, Francesca Faiella.

## Trama
Guido è un architetto in carriera amante della bella vita e delle belle donne. Una sera, mentre era intento a uscire con una nuova ragazza, si presenta l'ex moglie per affidargli la figlia Arianna di 8 anni. Guido si trova costretto a rimandare la serata e si confronta per la prima volta ad essere padre. D'improvviso e senza alcuna spiegazione, la bambina si perde in casa. Da qui Guido inizia a scivolare in un tunnel che rimanda a flussi di coscienza interiore e voragini oltre lo spazio-tempo. Attraverso una grottesca situazione, in cui tenta di mettersi in contatto con l'Ufficio Oggetti Smarriti, conosce la nuova vicina, Sofia che proverà ad aiutarlo nella ricerca della figlia.
Ma questa ricerca è lunga e sofferente perché obbliga Guido a confrontarsi con se stesso, con l'essere padre e figlio al tempo stesso. Si scoprirà che Sofia è stata mandata dall'Ufficio Oggetti Smarriti e porterà indietro nel tempo Guido fino a quando era bambino, scoprendo un passato che lo stesso Guido aveva sotterrato, ovvero quello di essere stato perso a sua volta dal proprio padre. Solo tornando indietro nel tempo ed affrontando le sue paure di figlio e padre riuscendo ritrovare Arianna e a scoprire che non era la figlia ad essersi persa, ma lui stesso.

## Distribuzione
Il film è uscito in sala il 11 luglio 2013, distribuito da Microcinema.

## Riconoscimenti
Il film è stato presentato in anteprima al Giffoni Film Festival 2011 vincendo il premio ANEC.

## Colonna sonora
Franco Eco ha ricevuto il Premio Internazionale Sonora come "Miglior giovane compositore" per la colonna sonora del film Oggetti smarriti.
La colonna sonora è uscita per Warner Chappell Music Italiana il giorno stesso dell'uscita in sala del film. Ha collaborato ai testi e alle parti vocali la cantante Giulia Anania.